# Куркурон
Куркурон (фр. Courcouronnes) је насељено место у Француској у региону Париски регион, у департману Есон.
По подацима из 2011. године у општини је живело 13.696 становника, а густина насељености је износила 3134,1 становника/km².

## Демографија
| 1962. | 1968. | 1975. | 1982. | 1990.  | 2011.  |
| ----- | ----- | ----- | ----- | ------ | ------ |
| 164   | 179   | 4.309 | 5.071 | 13.262 | 13.696 |